# Aeroport de Quelimane
L'aeroport de Quelimane (codi IATA: UEL, codi OACI: FQQL) és un aeroport que serveix Quelimane, al sud de la província de Zambézia a Moçambic.

## Artolínies i destinacions
| Aerolínies                 | Destinacions                 |
| -------------------------- | ---------------------------- |
| LAM Aerolínies de Moçambic | Beira, Nampula, Maputo, Tete |

## Accidents i incidents
El 21 d'abril de 1988 un Douglas C-47A N47FE d'African Air Carriers va quedar destruït en un accident en enlairar-se. Ambdós tripulants van morir, i una altra persona a bord va restar ferit greu. L'avió podria haver estat estavellat.